# Бенфіка (Кабінда)
Спорт Кабінда е Бенфіка або просто Бенфіка (Кабінда) (порт. Sport Cabinda e Benfica) — професіональний ангольський футбольний клуб з міста Кабінда, столиці однойменної провінції.

## Історія клубу
Останнього разу клуб виступав у вищому дивізіоні Чемпіонату Анголи в 1991 році. В 2010 році команда виграла Чемпіонат провінції Кабінда. Клуб здобув 13 перемог, 4 рази зіграв у нічию та одного разу поступився, і, таким чином, набрав 43 очки. У сезоні 2010/11 років «Бенфіка» виступала в Серії А Гіра Анголи, але посіла в групі останнє 8-ме місце.

## Досягнення
- Чемпіонат провінції Кабінда з футболу
  -  Чемпіон (1): 2010

## Відомі тренери
- Карлуш Домінгуш Хоссі[4]
- Мануель Вела